# 张克远
张克远（1951年8月—），河北丰润人，中华人民共和国政治人物、外交官。

## 生平
2003年，接替吕永寿担任中华人民共和国驻加纳大使。2007年，由于文哲接任。2007年，担任中华人民共和国驻冰岛大使。

## 荣誉

### 外国勋章奖章
- 沃尔特同袍勋章（加纳，2007年5月21日颁发[2]）